# Quan hệ Campuchia – Việt Nam
Quan hệ Việt Nam - Campuchia là mối quan hệ song phương giữa 2 nước Cộng hòa Xã hội Chủ nghĩa Việt Nam và Vương quốc Campuchia. Đây cũng đồng thời là mối quan hệ phức tạp do những mâu thuẫn giữa 2 nước trong lịch sử. Sau Chiến tranh Việt Nam-Campuchia năm 1979, cả 2 nước đã có những bước tiến trong việc tạo dựng mối quan hệ hữu nghị bền chặt. Tuy nhiên đến năm 2012 bắt đầu xuất hiện những rạn nứt trong quan hệ Việt Nam - Campuchia với việc Campuchia gây chia rẽ các quốc gia ASEAN tại hội nghị AMM-45.

## Lịch sử
Việt Nam có chung đường biên giới dài 1.137km với Campuchia. Trong lịch sử, đặc biệt là thời kỳ Nam tiến, Campuchia đã bị mất đất về tay Việt Nam và phải triều cống cho Việt Nam. Vào thế kỉ XIX, cả 2 đều trở thành thuộc địa của thực dân Pháp và cùng với Lào tạo thành Đông Dương thuộc Pháp. Những nhà yêu nước của cả Việt Nam và Campuchia đã cùng cộng tác để chống Pháp trong chiến tranh Đông Dương (1945-1954) nhằm mục đích dành độc lập cho mỗi dân tộc, song lại bị những nhà dân tộc chủ nghĩa đối lập ở Campuchia, bao gồm vua tương lai Norodom Sihanouk, nghi ngờ là ý đồ thuộc địa hóa Campuchia của Việt Nam.
Trong những thời điểm này, nhà lãnh đạo Việt Nam là Chủ tịch Hồ Chí Minh và Quốc vương Campuchia Norodom Sihanouk đã có những bức điện trao đổi qua lại với những lời lẽ tốt đẹp. Quốc vương Campuchia đã đã gửi tặng thuốc cho Hồ Chí Minh. Khi Hồ Chí Minh mất, tháng 9/1969, ông Norodom Sihanouk cùng phu nhân đã tới Hà Nội dự Lễ Truy điệu. Tại đây, ông phát biểu: "Được nhân dân kính mến, được bạn hữu khâm phục, được kẻ thù tôn trọng, Hồ Chí Minh là một trong những nhân vật hoạt động chính trị và là lãnh tụ cao quý nhất của thế kỷ này... Trong thế giới tàn bạo này, Người đã đem lại cho chúng ta cũng như cho biết bao dân tộc khác những lý do để hy vọng.".
Trong Chiến tranh Việt Nam, Mặt trận Dân tộc Giải phóng miền Nam Việt Nam đã sử dụng lãnh thổ của Campuchia - một nước trung lập, để phát động các cuộc tấn công vào miền Nam Việt Nam, cùng lúc với lực lượng Khmer Đỏ vốn đang là đồng minh Mặt trận Dân tộc Giải phóng miền Nam Việt Nam bấy giờ. Điều này đã dẫn tới việc Quân đội Hoa Kỳ và Quân lực Việt Nam Cộng Hòa phát động Chiến dịch Campuchia nhằm tiêu diệt lực lượng Quân Giải phóng hoạt động bí mật tại Campuchia. Với sự rút lui của quân Mỹ và việc các Đảng Cộng sản giành thắng lợi ở Việt Nam và Campuchia năm 1975, cả 3 nước Đông Dương đều đi theo chế độ cộng sản.. Sau khi kiểm soát toàn bộ lãnh thổ Campuchia, chế độ cộng sản Khmer Đỏ đã nhanh chóng quay sang thế đối đầu với chính phủ cộng sản Việt Nam do những vấn đề về tranh chấp lãnh thổ, điều này đã dẫn tới Chiến tranh Đông Dương lần 3 bốn năm sau đó.

## Sự phát triển trong quan hệ ngoại giao và thương mại song phương
Từ thập niên 1990, mối quan hệ giữa 2 nước đã được cải thiện. Cả 2 đều là thành viên của các tổ chức đa phương của vùng như ASEAN và Hợp tác Mê Kông-Sông Hằng. Cả 2 đều đang mở cửa và phát triển thương mại cửa khẩu và tìm cách nới lỏng các quy định về thị thực cho công dân 2 nước. Cả 2 chính phủ của 2 nước đã đặt mục tiêu gia tăng thương mại song phương 27% lên mức 2,3 tỉ USD năm 2010 và 6,5 tỉ USD năm 2015. Việt Nam đã xuất khẩu 1,2 tỉ USD giá trị hàng hóa sang Campuchia năm 2007. Trong khi Campuchia chỉ là nhà nhập khẩu lớn thứ 16 của Việt Nam thì Việt Nam lại là thị trường xuất khẩu lớn thứ 3 của Campuchia.

## Tranh cãi về biên giới
Campuchia có đường biên giới chung dài 1.270 km với Việt Nam và từ năm 2006 đến nay, 2 bên đã phân giới được khoảng 920 km trong tổng số chiều dài đường biên giới khoảng 1137 km; xác định được 260/314 vị trí mốc (đạt 84,1%); xây dựng được 305/371 cột mốc (đạt 82,2%); quy thuộc được 104 cồn bãi, trong đó: 39 cồn bãi quy thuộc Việt Nam, 65 cồn bãi quy thuộc Campuchia. Tuy nhiên, đảng đối lập Cứu nguy Dân tộc Campuchia (CNRP) nhiều lần cáo buộc chính phủ Campuchia sử dụng những tấm bản đồ do Việt Nam vẽ ra trong những năm 1980. Do đó, ngày 6/7/2015, Thủ tướng Campuchia Hun Sen đã đề nghị Liên Hợp Quốc cung cấp những bản đồ gốc tổ chức này lưu trữ để kiểm tra tính xác thực của bản đồ Phnom Penh đang sử dụng để xác định biên giới với các nước láng giềng. Theo ông Hun Sen, cố quốc vương Norodom Sihanouk đã gửi bản đồ do Cơ quan Địa lý Đông Dương phát hành và được quốc tế công nhận trong giai đoạn 1963-1969 tại Liên Hợp Quốc.

## Tư tưởng bài Việt Nam ở Campuchia
Do có lịch sử đối đầu dai dẳng, đặc biệt là do Campuchia đã dần suy yếu vào thế kỷ XIV và sự trỗi dậy của Đại Việt, nhiều vùng lãnh thổ vốn là của Campuchia, bao gồm vùng Đồng bằng sông Cửu Long vốn do người Khmer chiếm giữ, bị mất vào tay Việt Nam vào thế kỷ XVII, và sự đối lập văn hóa giữa 2 nước (Việt Nam thuộc Vùng văn hóa Đông Á trong khi Campuchia thuộc Vùng văn hóa Ấn Độ), tư tưởng thù địch với Việt Nam trỗi dậy mạnh ở Campuchia. Mặc dù vấn đề này nhiều lần bị lợi dụng bởi các chính khách Campuchia để chiếm lấy quyền lực, nó đã dần ăn sâu vào văn hóa và tiềm thức người Campuchia rằng Việt Nam luôn là những điều bất hạnh và cực khổ ở Campuchia. Thậm chí đã xảy ra các cuộc tấn công người Việt ở Campuchia bởi những phần tử dân tộc cực đoan ở nước này.
Người Thái và người Hoa ít nhận sự ác cảm này do Thái Lan có mối quan hệ văn hóa gần gũi với Campuchia trong khi Trung Quốc là nhà tài trợ và đầu tư chính cho Campuchia, mặc dù chính người Thái đã tàn phá Angkor và Trung Quốc đã từng hậu thuẫn Khmer Đỏ trước đây.

## Căng thẳng 2014

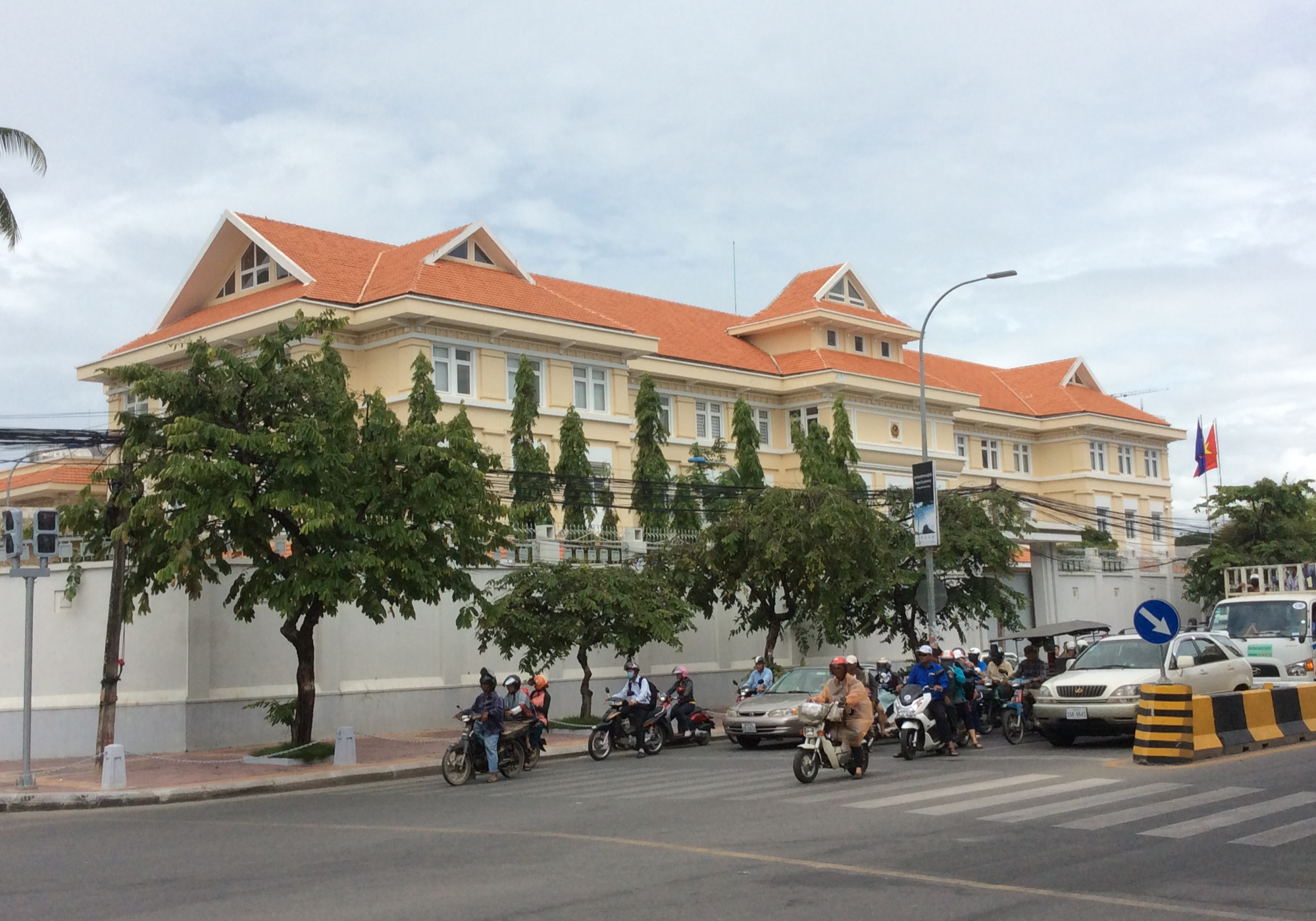
Đại sứ quán Việt Nam ở Phnom Penh, Campuchia

Các cuộc biểu tình chống Việt Nam bùng lên ở Campuchia năm 2014 đã dẫn đến một người Việt tên là Trần Văn Chiến bị đám đông người Campuchia đánh đến chết, dẫn đến nỗi sợ hãi giữa các công ty và nhà đầu tư Việt Nam tại Campuchia. Các doanh nghiệp Việt Nam đã bị lục soát và cướp bóc bởi người Campuchia. Một đám đông người Campuchia đã giết một người đàn ông Việt Nam khác tên là Nguyễn Văn Chyen. Công nhân Việt Nam bị buộc phải chạy trốn khi các doanh nghiệp bị cướp bóc. Trước cuộc biểu tình năm 2014, người Campuchia được cho là đã đối xử tàn bạo, sát hại hàng nghìn người gốc Việt từ những năm 1990. Vợ của Trần nói rằng Trần Văn Chiến bị đám đông sát hại "như một con thú".
Ngày 20-2-2014, người phát ngôn Bộ Ngoại giao Việt Nam Lê Hải Bình đã lên tiếng cho biết Việt Nam lên án mọi hành vi kích động bạo lực sắc tộc.
Các cuộc biểu tình chống Việt Nam đã diễn ra từ tháng 7/2014. Các cuộc biểu tình đã diễn ra sau một tuyên bố của Đại sứ quán nói rằng Đồng bằng sông Cửu Long từ lâu đã là một phần của Việt Nam. Người biểu tình và các nhà hoạt động đảng đối lập yêu cầu đại sứ quán công nhận Đồng bằng sông Cửu Long là lãnh thổ cũ của Campuchia và lên tiếng xin lỗi. Vào ngày 9/7, đại sứ quán đã ra tuyên bố kêu gọi Campuchia tôn trọng chủ quyền của Việt Nam và từ chối xin lỗi. Trong số tất cả những người biểu tình bao gồm cộng đồng Khmer tại Việt Nam và các nhà sư Phật giáo. Đã có sự đốt cháy cờ và tiền tệ Việt Nam. Thủ tướng Việt Nam Nguyễn Tấn Dũng kêu gọi Campuchia hành động chống lại "những kẻ cực đoan" vì hành động đốt cờ Việt Nam trong chuyến thăm cấp nhà nước của Chủ tịch Quốc hội Heng Samrin tới Việt Nam. Vào tháng 10/2014, những người biểu tình đe dọa sẽ đốt đại sứ quán. Thủ lĩnh phản kháng Thạch Setha đã ngăn cản người biểu tình đốt cờ Việt Nam và một người biểu tình gọi ông là "đồ vô dụng".

## Năm 2022
Nhân dịp kỷ niệm 55 năm quan hệ VN-Campuchia, Phó thủ tướng Lê Minh Khái nhắc lại cam kết giữa Việt Nam với Campuchia về việc hai nước thỏa thuận không cho nước khác dùng lãnh thổ để gây phương hại cho nước kia. Ông Khái nói:
"Hai bên luôn khẳng định không cho phép bất kỳ thế lực thù địch nào sử dụng lãnh thổ của mình để gây phương hại cho an ninh nước kia. Biên giới hai bên đang tích cực việc phân giới, cắm mốc trên đất liền"
Đầu tháng Sáu năm 2022, báo Washington Post đăng tải thông tin Trung Quốc đang bí mật xây dựng một cơ sở hải quân ở Campuchia, cách Phú Quốc chỉ 30 km: Căn cứ Hải quân Ream.

Vào ngày 20/06 năm 2022 trong khi dự lễ kỷ niệm 45 năm ngày chế độ Pol Pot sụp đổ cùng với Thủ tướng Việt Nam Phạm Minh Chính, Thủ tướng Campuchia Hun Sen tiếp tục lên án các cáo buộc rằng ông bán đất Campuchia cho Việt Nam:
"Tôi xin khẳng định với nhân dân Campuchia trong và ngoài nước, thông qua báo chí truyền thông và trước mặt Ngài Thủ tướng Việt Nam rằng tôi không có quyền cho Việt Nam đất, dù chỉ 1 milimet, và tôi cũng không muốn đất Việt Nam dù chỉ 1 milimet."

## Đại sứ quán, lãnh sự quán
- Tại Việt Nam:
- Hà Nội (Đại sứ quán).
- Thành phố Hồ Chí Minh (Lãnh sự quán).

- Tại Campuchia:
- Phnom Penh (Đại sứ quán).
- Battambang (Lãnh sự quán).
- Sihanoukville (Lãnh sự quán).